# Bergedorf
|  | Per a altres significats, vegeu «Bergedorf (desambiguació)». |

Bergedorf (en baix alemany Bärdörp) és una antiga ciutat que ara forma un barri (Stadtteil) de la ciutat estat d'Hamburg a Alemanya. El 31 de desembre de 2009 tenia 41.234 habitants. També és la seu administrativa del districte de Bergedorf.

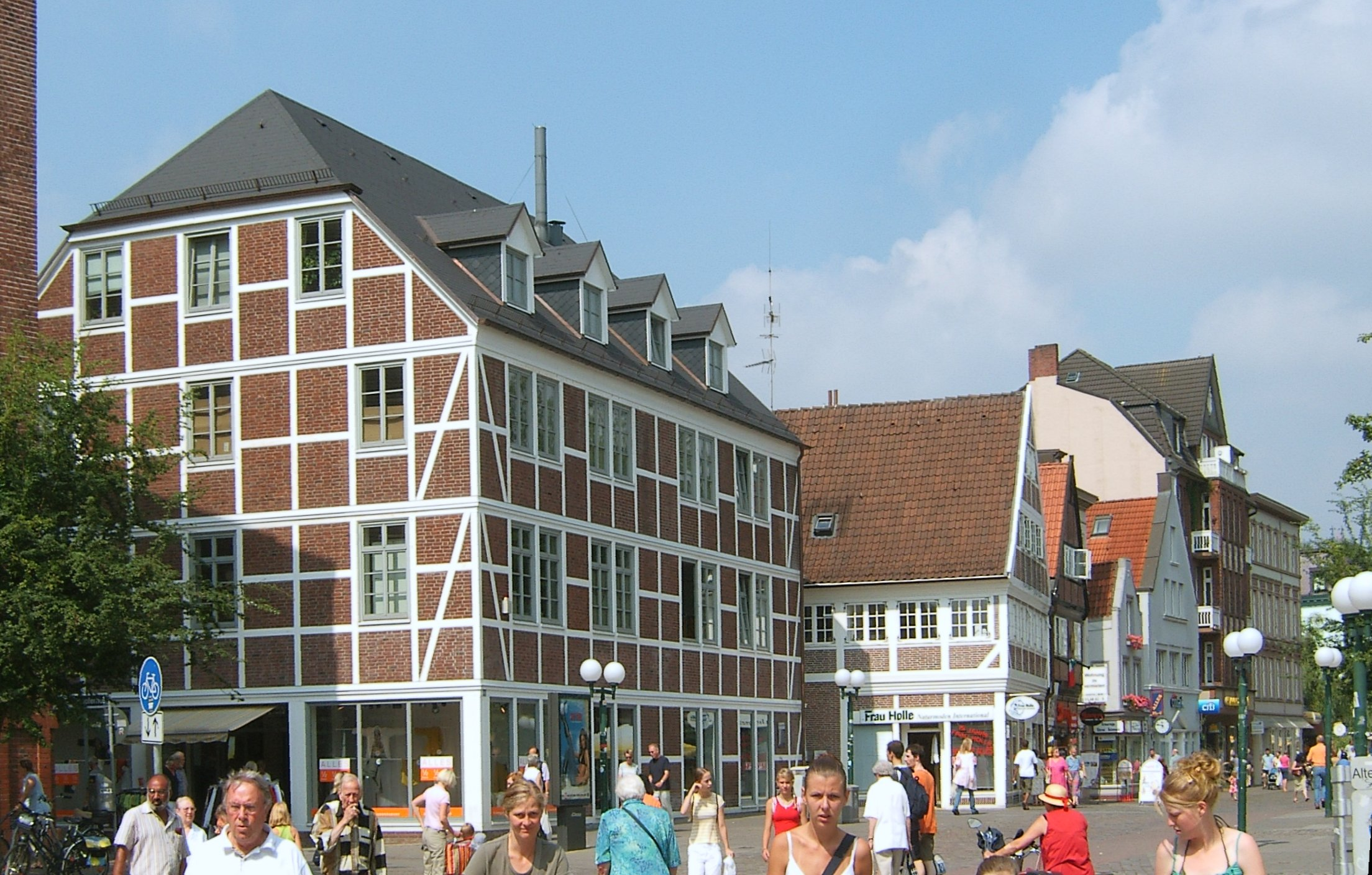
Antic molí de blat al centre del nucli, amb entramat de fusta típic

El primer esment escrit de Bergerdorp data del 1162, sota el regne Enric el Lleó. Es troba a una ruta comercial important entre Hamburg i Lauenburg, i des del segle xiii tenia un castell i un molí d'aigua. Junts amb els Vierlande, els ducs van empenyorar-la a les ciutats d'Hamburg i Lübeck. El 1401, els ducs van recuperar-les. Després d'una batalla el 1420, la ciutat i els Vierlande tornaren a ser un condomini de les ciutats hanseàtiques d'Hamburg i Lübeck, fins que Hamburg comprà les parts del seu aliat el 1868. El 1442 els hanseàtics van desenvolupar el port en desviar el riu Bille via l'Schleusengraben, el Dove Elbe a l'Elba i el port d'Hamburg. El 1842, la ciutat va obtenir una estació a la línia nova Hamburg-Bergedorf el que va fomentar la industrialització, encara més quan la línia va prolongar-se cap a Berlín el 1846. Fins a la Segona Guerra Mundial, el port van tenir un paper important per a la ciutat. El 1938 la ciutat va perdre la seva independència quan després de la llei de l'àrea metropolitana d'Hamburg del 1937 va ser integrada a Hamburg.

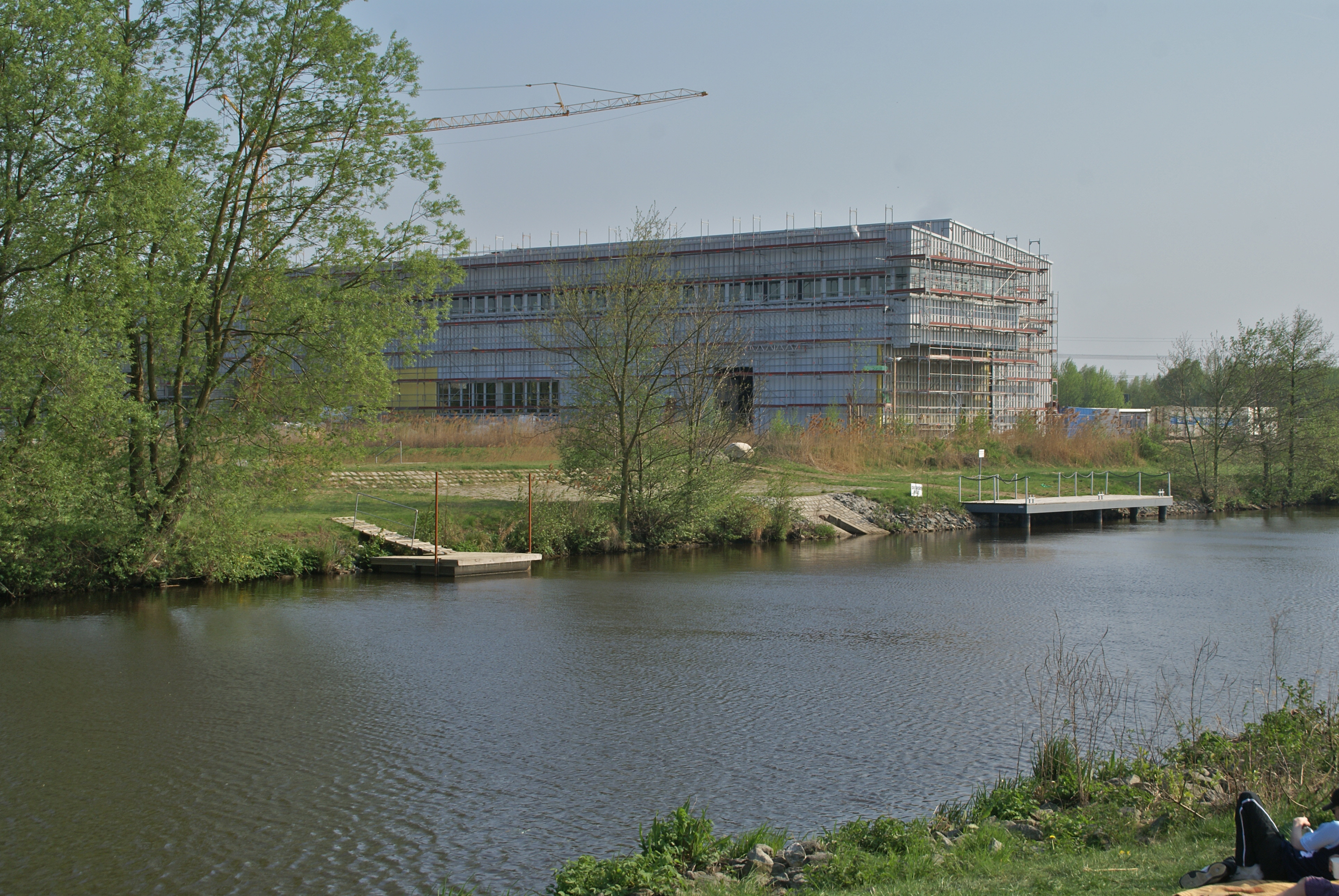
Els "jardins de la resclosa" en via de construcció

Avui, el nucli és un centre residencial important. L'activitat industrial van minvar i desplaçar-se a la zona portuària al marge dret de l'Elba. L'antic polígon industrial es transforma en una zona mixta d'habitatge, serveis de recerca i indústria neta, un projecte anomenat els Schleusengärten (jardins de la resclosa). El centre històric a l'entorn del castell va mantenir un cert caràcter urbà íntim. Contràriament a la zona central d'Hamburg no va sofrir gaire dels bombardejos de l'Operació Gomorra (1943) i tret uns excessos urbanístics dels anys 1960-70, les proporcions històriques van mantenir-se. Bergedorf és un centre comercial i de serveis supralocal per al districte i la zona limítrofa a Slesvig-Holstein.

## Persones de Bergedorf
- Johann Adolph Hasse
- Heinrich Rathmann
- Friedrich Chrysander
- Ida Boy-Ed
- Ferdinand Pfohl
- Bernhard Schmidt
- Anton Aloys Timpe
- Kurt A. Körber
- Frank Appel
- Jörg Pilawa

## Monuments i llocs d'interès
- Castell de Bergedorf
- El port antic Serrahn
- Antiga estació (1842), un dels edificis ferroviaris més vells mantingut a Alemanya
- El sender al marge del Bille i del Kampbille
- El parc Rathauspark al marge del Schulenbrooksbek
- Església de Pere i Pau
- Torre d'aigua de (1903), desafectada i transformada en habitació

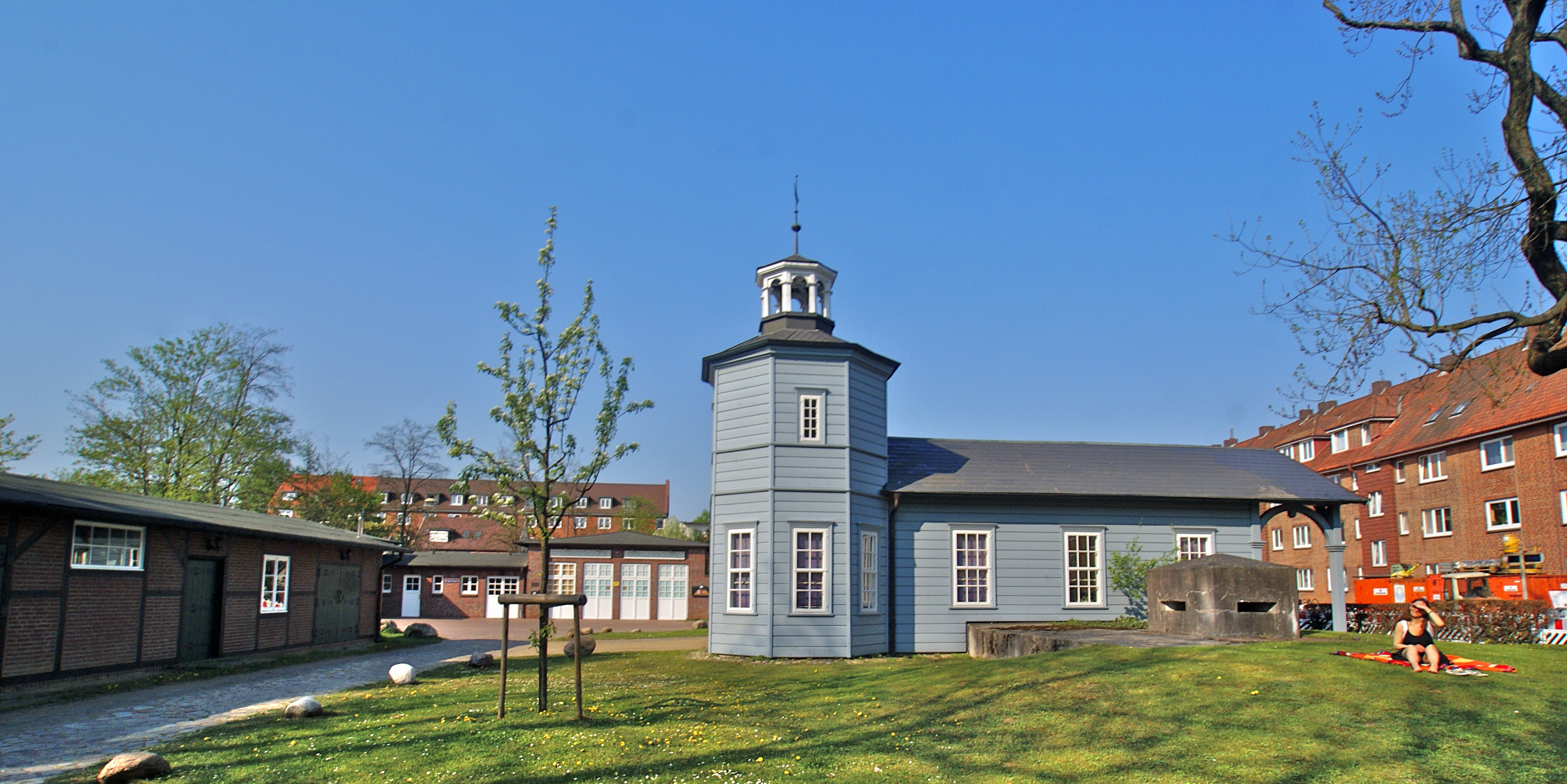
L'Antiga estació de Bergedorf
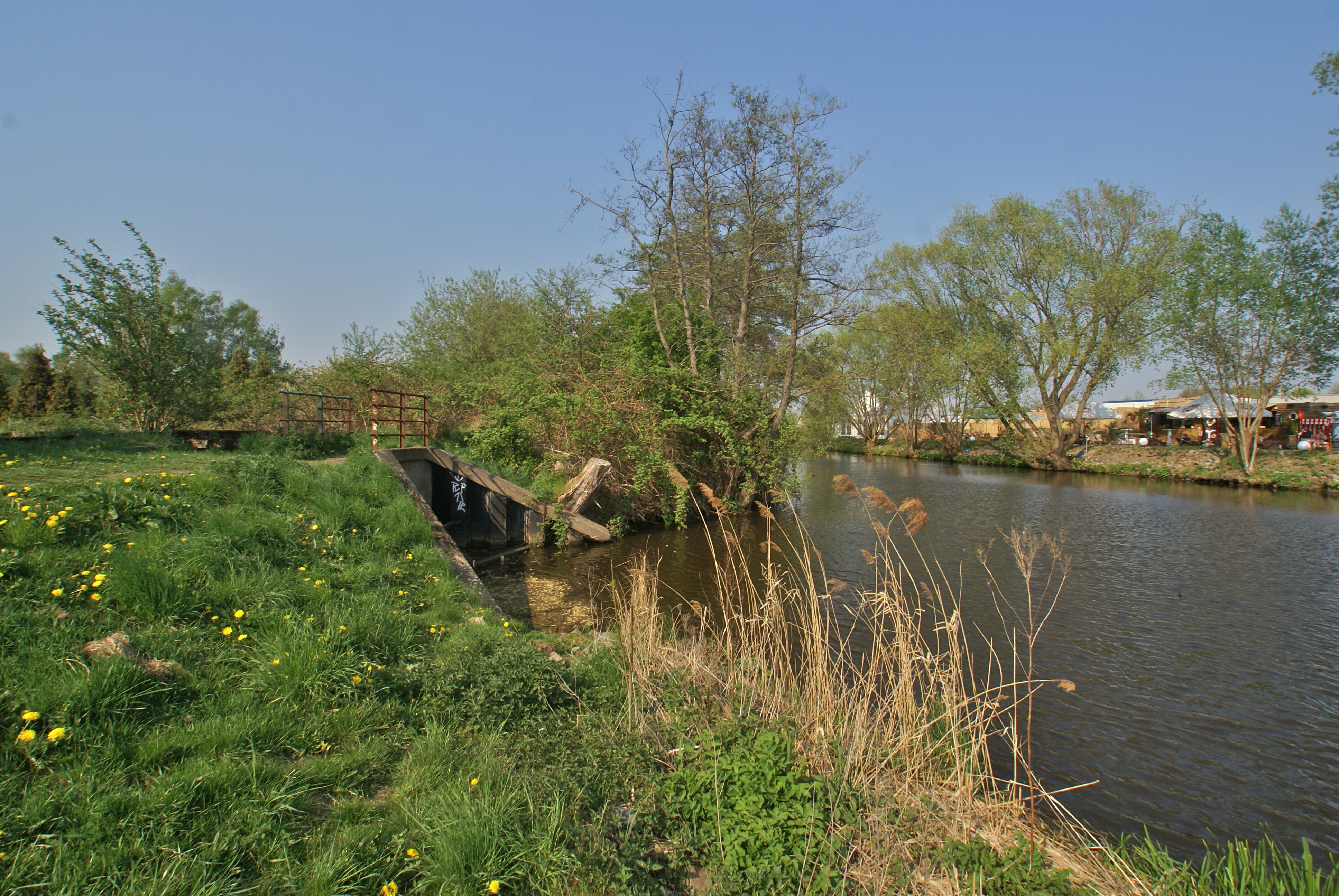
Confluència del Kampbille i de l'Schleusengraben
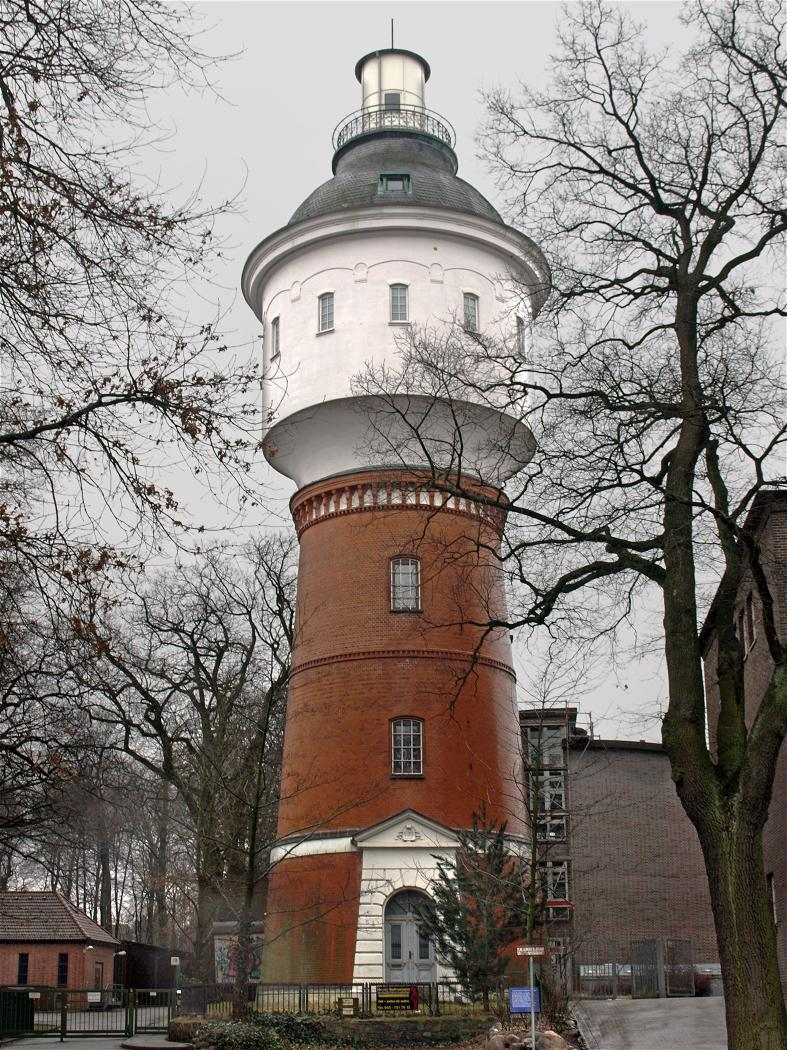
Torre d'aigua
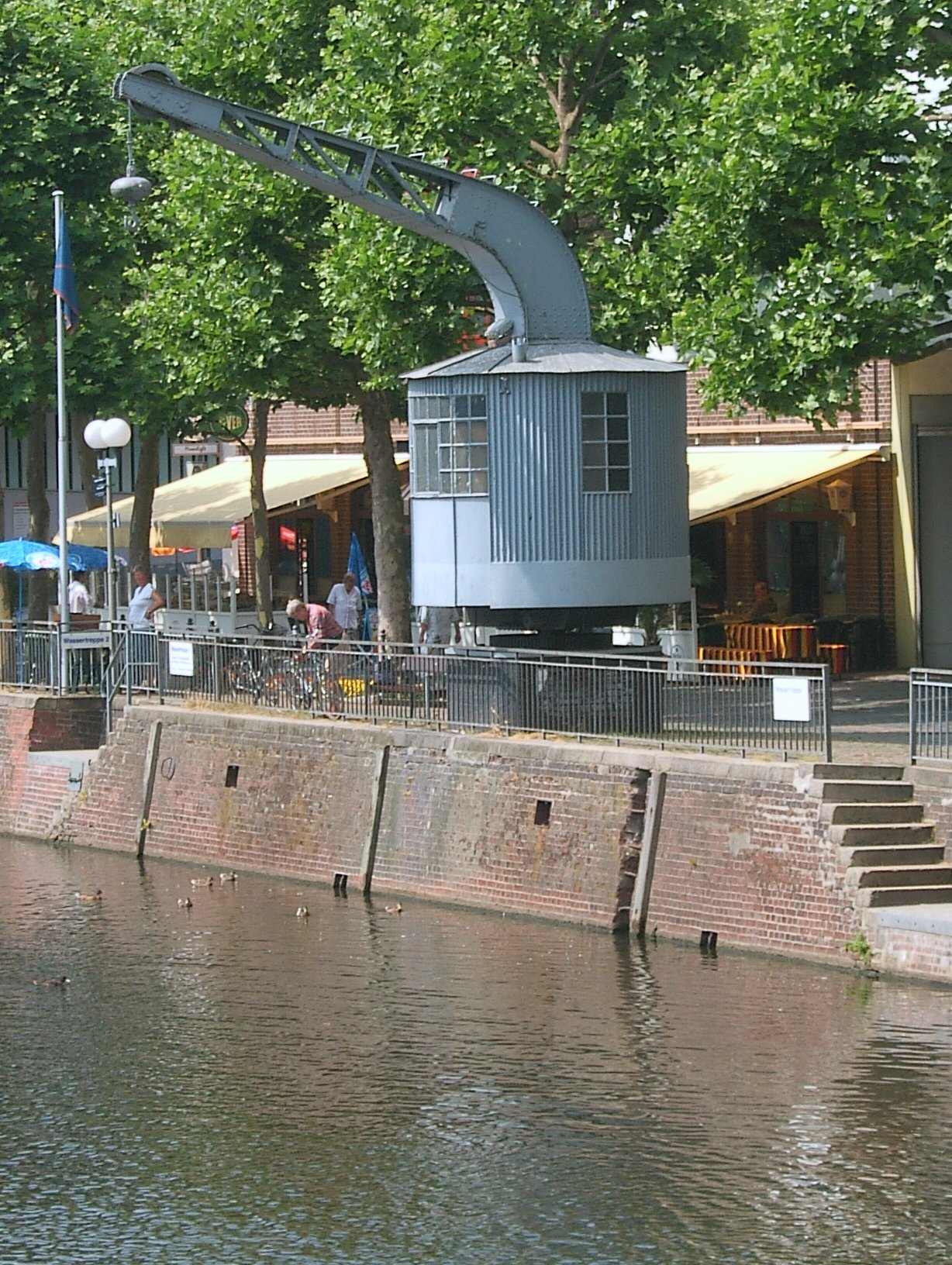
Grua al port de Serrahn
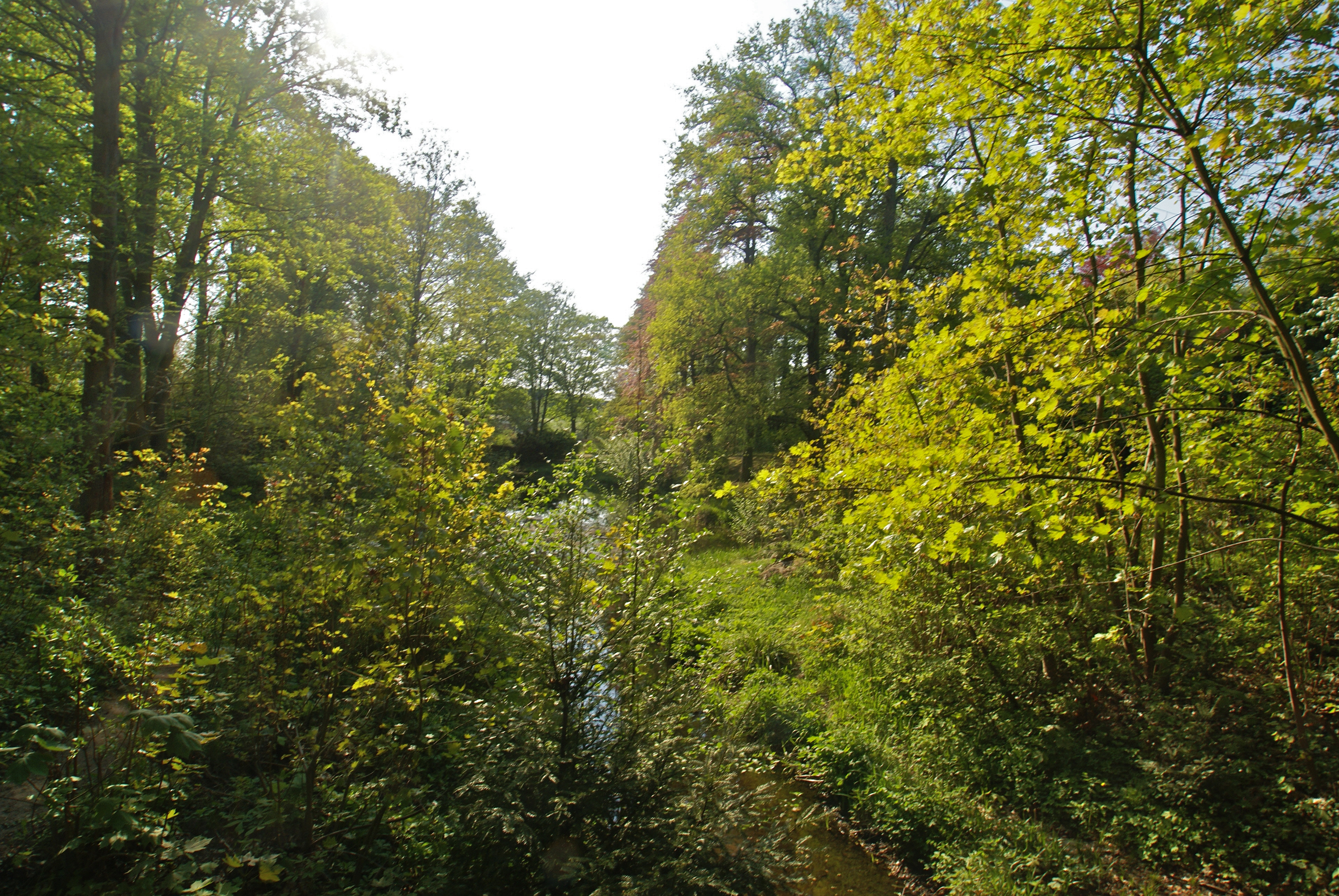
La vall de l'Schulenbrooksbek al Rathauspark